# Fosse Sainte-Catherine - Saint-Mathias
La fosse Sainte-Catherine - Saint-Mathias, également orthographiée Sainte Catherine - Saint Mathias de la Compagnie des mines d'Aniche est un ancien charbonnage du Bassin minier du Nord-Pas-de-Calais, situé à Aniche. Les travaux commencent en 1777, la houille y est découverte pour la première fois par la Compagnie d'Aniche dans la nuit du 12 septembre 1778. À partir de là, l'exploitation se développe peu à peu, tout en restant faible. La fosse Saint-Laurent - Sainte-Thérèse est commencée en 1779 et mise en service l'année suivante, mais lorsqu'elle est fermée en 1786, l'exhaure cesse au puits Saint-Laurent, ce qui entraîne l'inondation des quatre puits, les puits Sainte-Catherine et Saint-Mathias sont abandonnés, la compagnie est au bord de la ruine.
La fosse Sainte-Barbe - Saint-Waast est alors immédiatement mise en chantier un peu plus de 250 mètres au nord. En 1793, la fosse Saint-Hyacinthe est mise en chantier, mais les travaux sont retardés à cause de l'invasion autrichienne, et la fosse n'ouvre qu'en 1802. Entretemps, la fosse Aglaé est mise en chantier à Auberchicourt en 1798, mais elle est envahie par les eaux et abandonnée en 1799. La Compagnie des mines d'Aniche décide donc de rouvrir la fosse Sainte-Catherine - Saint-Mathias en 1804, ce qui lui permet d'avoir trois fosses productives.
La Compagnie continue ainsi l'exploitation de la houille à Aniche. La fosse Espérance est mise en chantier en 1817 à Auberchicourt, à la suite de l'échec de la fosse La Paix, abandonnée à l'état d'avaleresse. À la fin des années 1830, la Compagnie n'exploite que quatre fosses, dont trois sont relativement anciennes. Une fosse est ouverte à Mastaing de 1835 à 1838, mais trop au sud, la houille n'y est pas découverte. Le fonçage de la Fosse Aoust commence en 1836. En janvier 1839, un groupe d'associés venus de Cambrai se rend maître de la Compagnie, ils entreprennent sa réorganisation complète. Le fonçage de la fosse d'Aoust est poursuivi, mais c'est la découverte de la houille à Somain, en 1839, qui permet enfin à la Compagnie d'Aniche de prendre son essor. Dès lors, toutes les vieilles fosses sont fermées, à l'exception de celle de l'Espérance.
En 1992, Charbonnages de France installe un sondage de décompression au nord de la fosse. Au début du XXIe siècle, Charbonnages de France retrouve les puits, les met en sécurité, puis les équipes d'exutoires de grisou et de têtes de puits matérialisées. Ils sont tous deux dans une ancienne verrerie. La démolition d'une partie de celle-ci en 2007 laisse le puits Sainte-Catherine sur un terrain vague, sans son exutoire de grisou.

## La fosse
Après les échecs connus à Fressain et Monchecourt, la jeune Compagnie des mines d'Aniche reporte ses recherches à Aniche.

### Fonçage
Le matériel de fonçage est installé sur les hauteurs d'Aniche, les puits Sainte-Catherine et Saint-Mathias, espacés d'une centaine de mètres sont situés sur un axe nord-sud. Le puits Sainte-Catherine est situé au nord, Saint-Mathias au sud. Le puits Sainte-Catherine est situé à 5 220 mètres au nord-nord-est de la fosse de Fressain, et à 4 250 mètres au nord-est de la fosse de Monchecourt. Les travaux sont reportés plus au nord, sous des latitudes plus proches de celles dans laquelle la Compagnie des mines d'Anzin a établi avec succès ses puits, notamment à Anzin et Valenciennes.
Prosper Quiquempoix, premier directeur des travaux du fond, dirige les travaux, les deux puits sont creusés simultanément à partir de 1777,. Les deux puits ont un diamètre de 2,60 mètres, la composition du cuvelage du puits Sainte-Catherine est inconnue, celui du puits Saint-Mathias est en briques.
La houille est découverte dans la nuit du 11 au 12 septembre 1778, à la profondeur de 70 toises, dans le puits Sainte-Catherine. Le terrain houiller a été atteint à la profondeur de 120 ou 128 mètres.

### Exploitation
L'extraction commence en 1778, peu après la découverte de la houille. La Compagnie d'Aniche commence en 1779 les travaux de la fosse Saint-Laurent - Sainte-Thérèse, celle-ci commence à extraire en 1880. Les puits sont respectivement situés à 285 mètres au sud-est et 500 mètres à l'est-sud-est du puits Sainte-Catherine. Ils sont situés sur un axe est-ouest et espacés de 235 mètres.
Le puits Sainte-Catherine assure l'extraction. Le puits Saint-Mathias sert à l'épuisement des eaux, il est équipé de huit pompes, dont six dans le puits, et deux dans un bure, elles sont mues par un balancier. Le puits en lui-même est profond de 205 mètres, mais un bure de 71 mètres lui permet d'atteindre la profondeur de 276 mètres.
En 1786, la machine à feu qui équipe le puits Saint-Laurent est arrêtée, ce qui a pour conséquence l'inondation des quatre puits de la compagnie. La Compagnie d'Aniche est alors proche de la faillite.
La fosse Sainte-Barbe - Saint-Waast est immédiatement mise en chantier un peu plus de 250 mètres au nord du puits Sainte-Catherine. En 1793, la fosse Saint-Hyacinthe est mise en chantier, mais les travaux sont retardés à cause de l'invasion autrichienne, et la fosse n'ouvre qu'en 1802. Entretemps, la fosse Aglaé est mise en chantier à Auberchicourt en 1798, mais elle est envahie par les eaux et abandonnée en 1799. La Compagnie des mines d'Aniche décide donc de rouvrir la fosse Sainte-Catherine - Saint-Mathias en 1804, ce qui lui permet d'avoir trois fosses productives. Elle était alors abandonnée depuis dix-huit ans.
La compagnie continue ainsi l'exploitation de la houille à Aniche. La fosse Espérance est mise en chantier en 1817 à Auberchicourt, à la suite de l'échec de la fosse La Paix, abandonnée à l'état d'avaleresse. À la fin des années 1830, la compagnie n'exploite que quatre fosses, dont trois sont relativement anciennes. Une fosse est ouverte à Mastaing de 1835 à 1838, mais trop au sud, la houille n'y est pas découverte. Le fonçage de la Fosse Aoust commence en 1836. En janvier 1839, un groupe d'associés venus de Cambrai se rend maître de la Compagnie, ils entreprennent sa réorganisation complète. Le fonçage de la fosse d'Aoust est poursuivi, mais c'est la découverte de la houille à Somain, en 1839, qui permet enfin à la Compagnie d'Aniche de prendre son essor. Dès lors, toutes les vieilles fosses sont fermées, à l'exception de celle de l'Espérance. La fosse est donc définitivement abandonnée en 1839 ou 1840, et les puits serrementés en 1840.
La fosse a relativement produit une assez grande quantité de houille. Le puits Sainte-Catherine était profond de 350 mètres et possédait des étages de recette à 210, 231, 279 et 323 mètres, les étages du puits Saint-Mathias, profond de 270 mètres, étaient établis à 200, 231 et 276 mètres,.

### Reconversion
En 1957 et 1958, la verrerie des Glaces de Boussois s'installe sur le site. Divers bâtiments sont construits dont ceux des soutes à matières premières, le pont roulant, les trémies de réception et le broyeur à calcin. Un château d'eau métallique doté d'un réservoir de mille mètres cubes est construit en 1972. L'usine ferme en 1978, le site est alors à l'abandon. En 1992, Charbonnages de France installe cent mètres au nord-nord-est du puits Sainte-Catherine un sondage de décompression, les travaux durent du 1er septembre au 25 novembre. Le trou de sonde est incliné, sa profondeur est de 190 mètres et son diamètre de 96 millimètres. Au début du XXIe siècle, Charbonnages de France matérialise les têtes de puits et y installe des exutoires de grisou. Le BRGM y effectue des inspections chaque année. En mars 2007, une partie des anciens bâtiments de la verrerie est démolie, ainsi que le château d'eau. La tête de puits matérialisée Sainte-Catherine trône depuis au milieu d'un terrain vague. En même temps que la destruction de l'usine, son exutoire de grisou a également été démoli, et le puits n'en est depuis plus pourvu, la canalisation au sol est encore visible.
Le puits Saint-Mathias est quant à lui localisé à côté d'un bâtiment de l'ancienne verrerie occupé par une entreprise. Son exutoire de grisou est visible sur la façade ouest du bâtiment, près d'un quai de livraison.

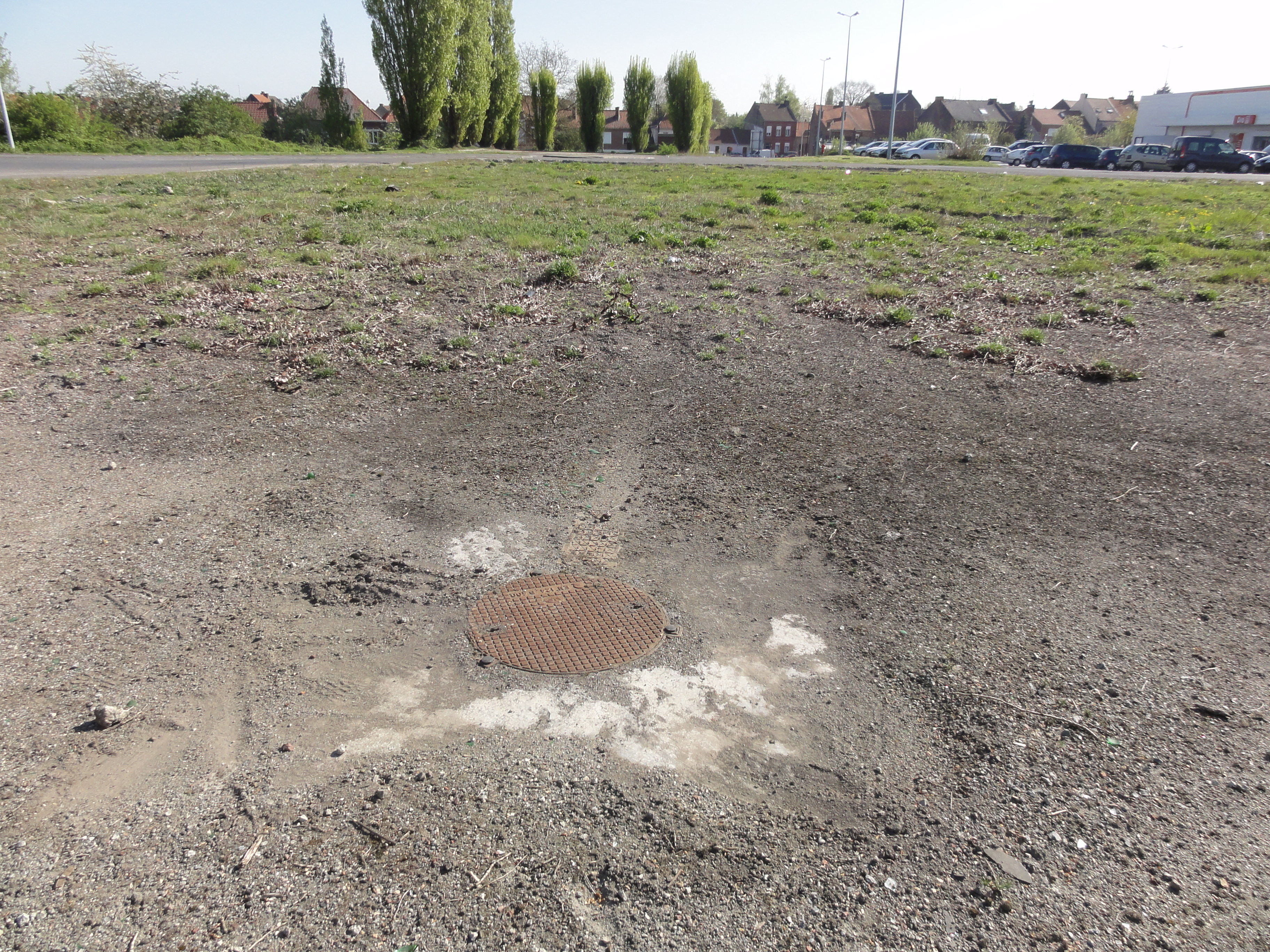
Le puits Sainte-Catherine.
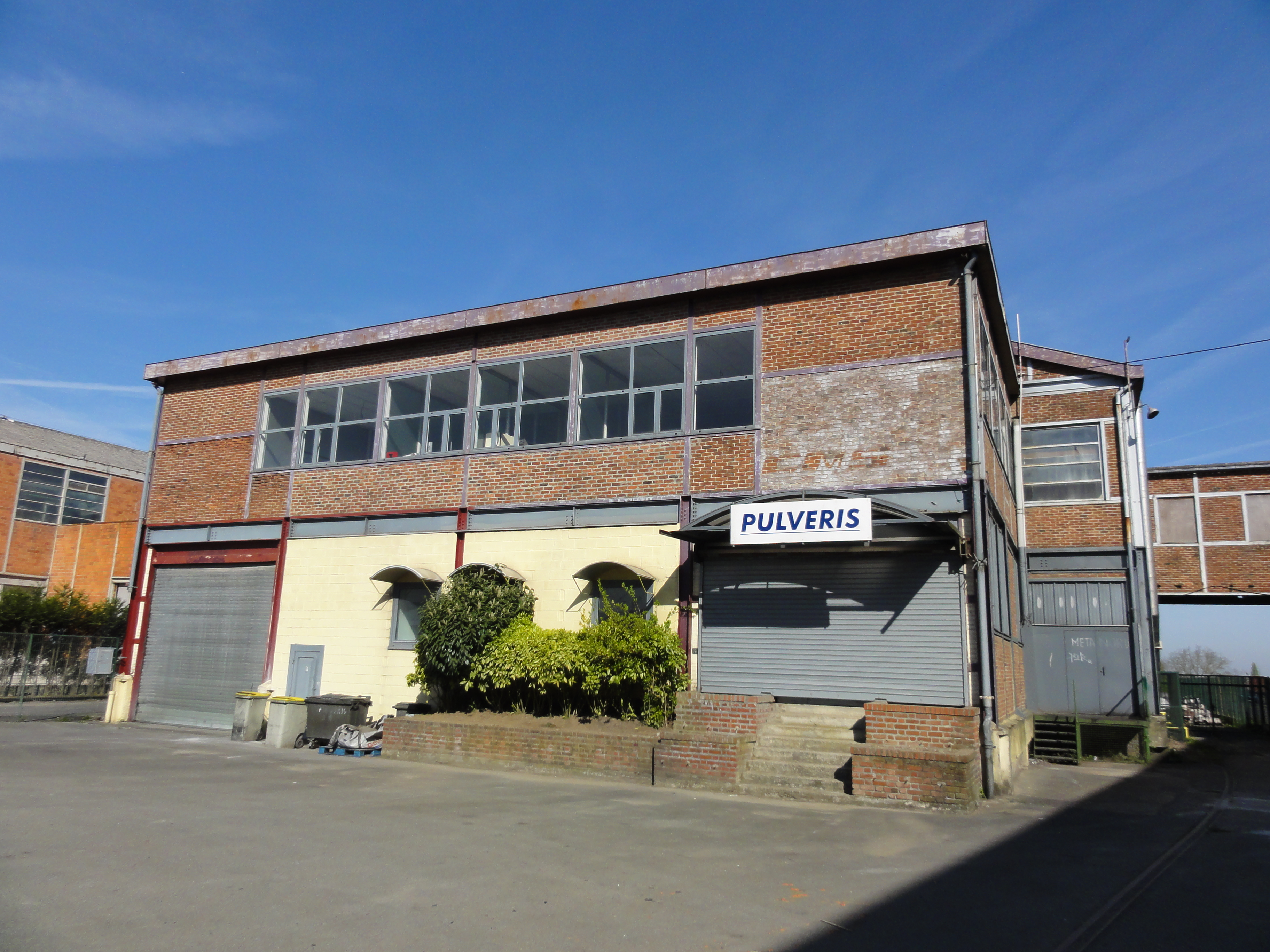
Le puits Saint-Mathias est à gauche de ce bâtiment.
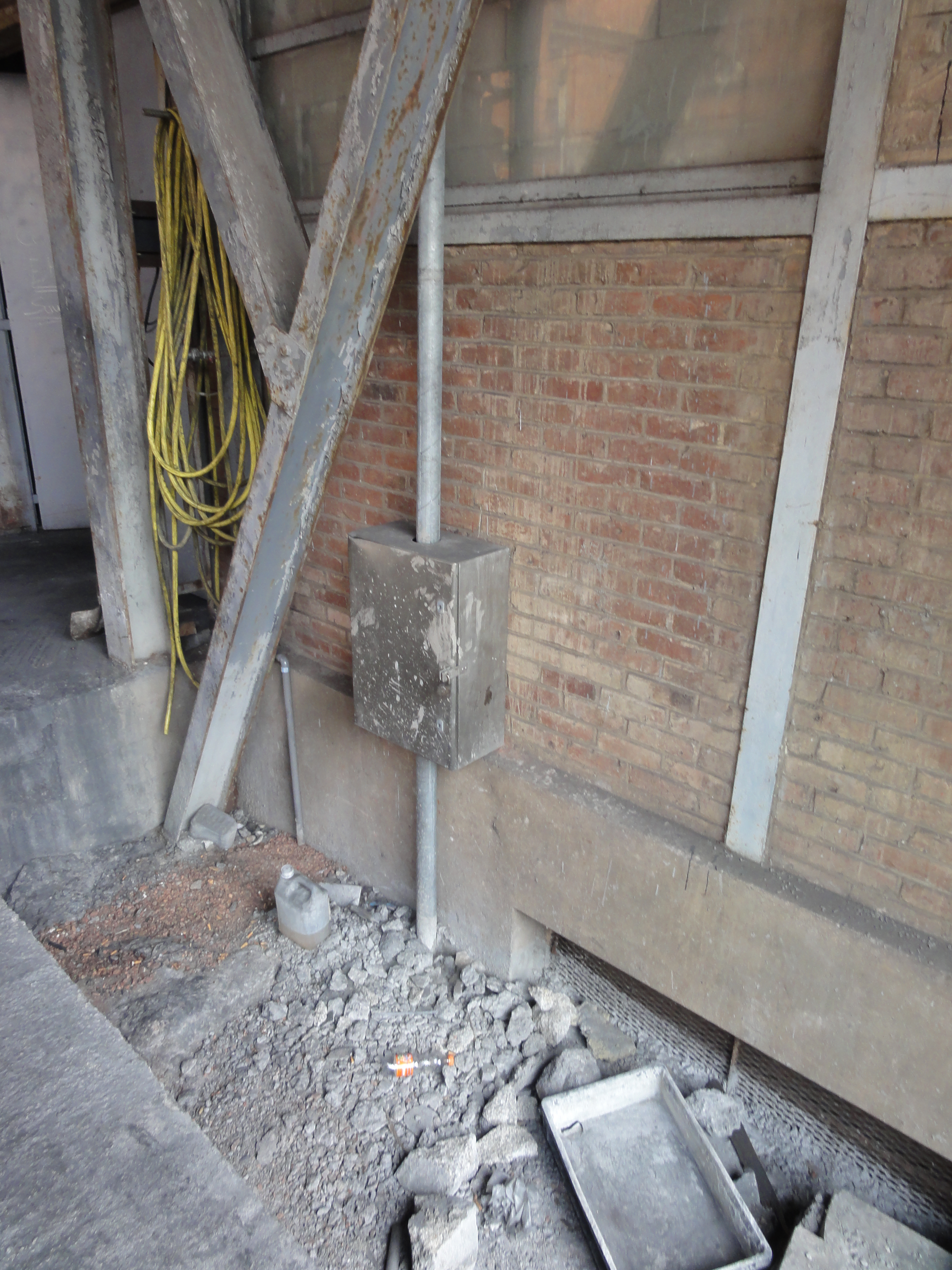
L'exutoire de grisou du puits Saint-Mathias[note 4].
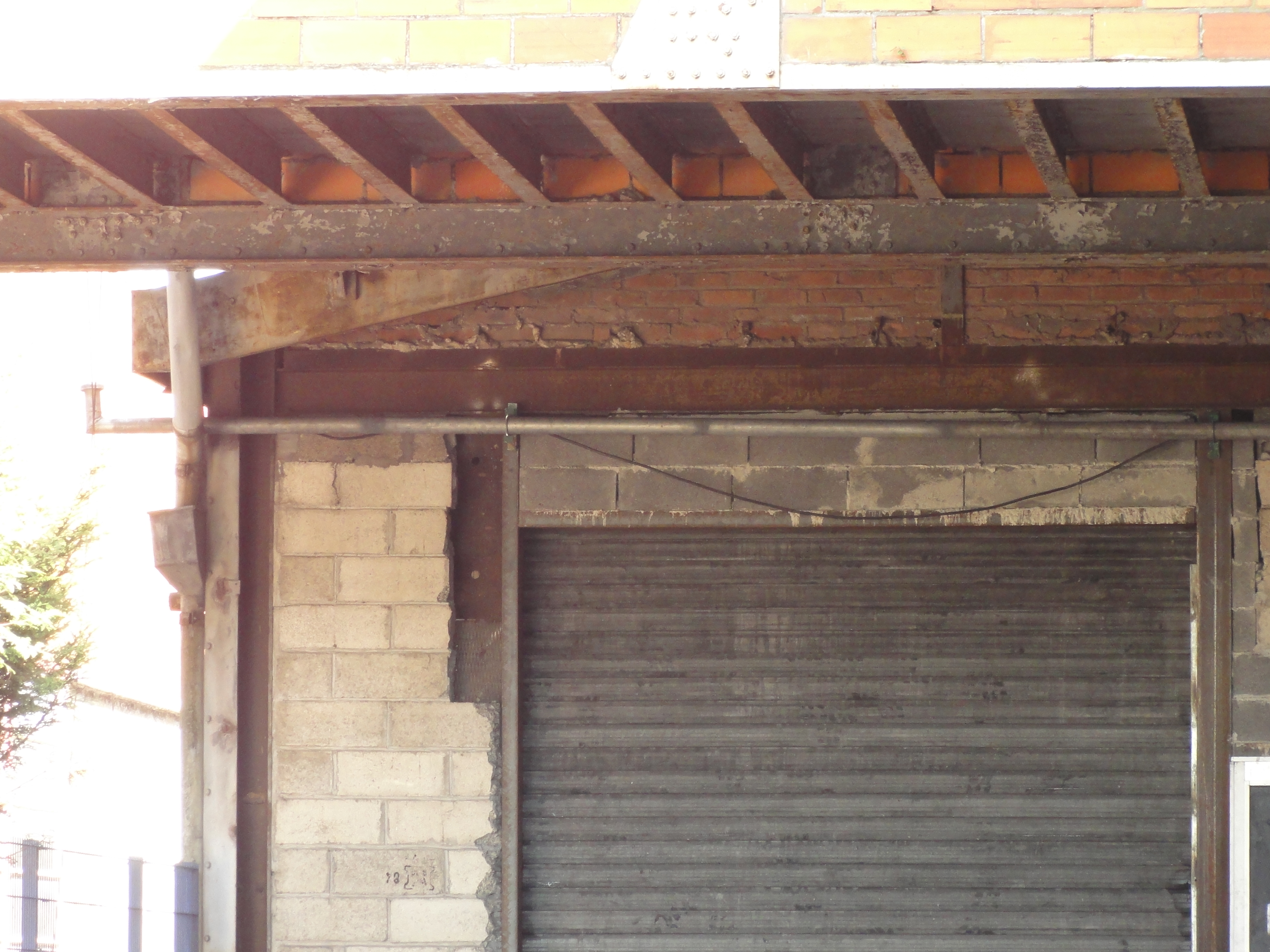
L'exutoire se termine par un évent hors du bâtiment.

## Le terril

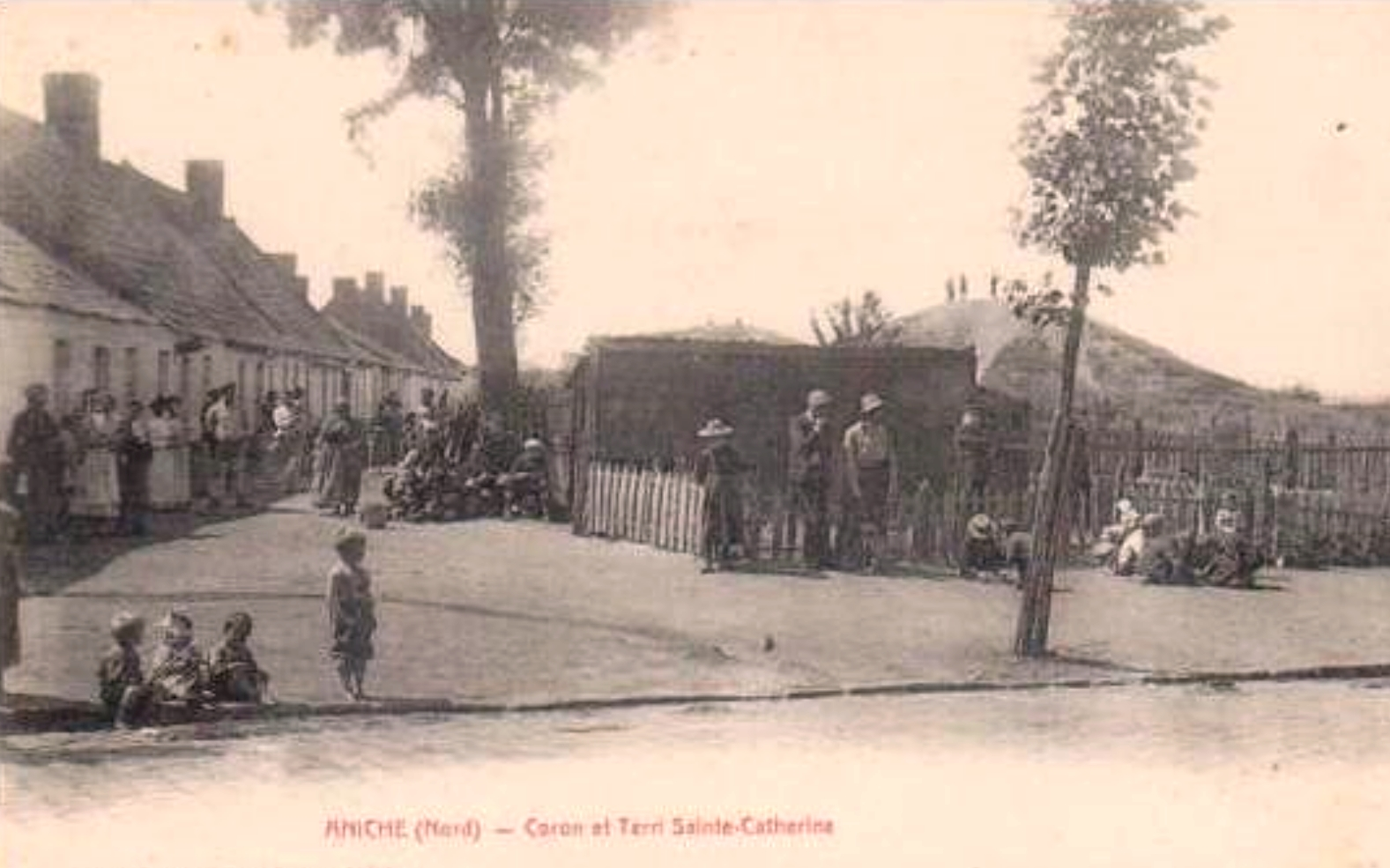
Le terril Sainte-Catherine au début du XXe siècle.

D'après une carte postale ancienne, il existait près de la fosse un terril haut d'une dizaine de mètres, celui-ci a disparu au cours du XXe siècle, et n'existait déjà plus en 1969 lorsqu'a été fait l'inventaire des terrils du Bassin minier du Nord-Pas-de-Calais.